# 1060 Магнолія
1060 Магно́лія (1060 Magnolia) — астероїд головного поясу, відкритий 13 серпня 1925 року.
Тіссеранів параметр щодо Юпітера — 3,603.